# Rudolf von Uechtritz (Verwaltungsjurist)
Rudolf von Uechtritz (* 27. November 1803 in Dresden; † 29. August 1863 in Nieder Heidersdorf, Kreis Lauban) war ein preußischer Verwaltungsjurist, Landrat des Kreises Lauban (1840–1848) und Präsident des Evangelischen Oberkirchenrates (1850–1863).

## Leben

### Herkunft
Seine Eltern waren Friedrich Joseph Peter von Uechtritz (* 1770; † 1837) und Friederike Auguste Charlotte Ernst (* 22. November 1775 in Meißen; † 5. März 1847). Sein Bruder Peter Friedrich war ebenfalls Jurist.

### Werdegang
Uechtritz absolvierte sein Studium der Rechte in Halle a. d. Saale und in Berlin. 1825 begann er als Auskultator am Stadtgericht in Berlin. 1826 war er Referendar am Kreisgericht und wurde 1827 zum Patrimonialrichter in Marklissa ernannt. Ab 1835 wirkte er als Assessor am Oberlandesgericht und erhielt 1838 den Titel eines Justizrates. Seit 1840 amtierte Uechtritz als Landrat in Marklissa, Provinz Schlesien und ab 1841 im neuen Landratssitz in Lauban. 1848 wurde er Präsident vom Konsistorium Breslau und 1849 ernannte man ihn zum kommissarischen Ministerialdirektor im preußischen Kulturministerium. Seit 1850 amtierte Uechtritz als erster Präsident des Evangelischen Oberkirchenrates in Berlin bis zu seinem Tod.
Von 1849 bis 1852 war Uechtritz Mitglied des preußischen Abgeordnetenhauses (KoP).